# Medal of Honor (2010)
Medal of Honor is een first-person shooter, ontwikkeld door Danger Close en DICE. Het kwam uit in Europa op 14 oktober 2010.

## Singleplayer
De singleplayer speelt zich af in Afghanistan, in 2002. De helft van het spel speel je als een soldaat van een speciale eenheid genaamd: "Rabbit". Je speelt ook met de sluipschutter, genaamd "Deuce", specialist Dante Adams en Kapitein Brad "Hawk" Hawkins van de Amerikaanse luchtmacht.

## Tier 1
Tier 1 is een online singleplayer-speltype waarin je je vaardigheden moet blijven verbeteren. Aan het begin van de missie krijg je een tijd waarin je de missie moet voltooien. Als de missie wordt voltooid binnen de tijdslimiet, worden de statistieken opgeslagen in de online klassementen. In de klassementen wordt bijgehouden wat de snelste tijden zijn en wie de meeste “Skill Kills” heeft. Wordt de missie niet binnen de tijd gehaald, dan wordt deze geannuleerd en wordt niets opgeslagen.

### Skill Kills
Als je een “Skill Kill” uitvoert tijdens een Tier 1-missie wordt de klok tijdelijk stopgezet. Lijst van Skill Kills:
- Een hoofdschot zet de klok twee seconden stil
- Bij drie hoofdschoten op rij wordt de klok vijf seconden stilgezet
- Als je een vijand doodt met een slagaanval, wordt de klok twee seconden stilgezet
- Als je binnen tien seconden drie vijanden met een slagaanval doodt, wordt de klok zes seconden stilgezet
- Als je twee vijanden neerschiet met één kogel, wordt de klok zes seconden stilgezet
- Bij vijf vijanden binnen vijftien seconden wordt de klok vijf seconden stilgezet

### Moeilijkheidsgraad
Dit zijn de moeilijkheidsfactoren voor Tier 1-mode:
Je gezondheid wordt trager hersteld en je krijgt geen munitie van bondgenoten. Je doel wordt tijdens het richten niet automatisch vergrendeld en je hebt geen vizier meer op je wapen. Vijanden brengen meer schade toe. Je kunt het spel niet halverwege opslaan. Als je wordt gedood moet je opnieuw beginnen. Bovendien zie je in de scherminfo (HUD) alleen nog maar je doelen en de namen van je bondgenoten. De rest is uitgeschakeld.

## Multiplayer

### Modes

#### Combat Mission
In Combat Mission (gevechtsmissie) moeten de coalitie-eenheden vijf opeenvolgende doelen uit de weg ruimen om te winnen. De OPFOR moeten de coalitie-eenheden tegenhouden. Als een doel is vernietigd wordt er een nieuw deel van de kaart vrijgespeeld en wordt het volgende doel weergegeven.

#### Team Assault
In Team Assault (teamaanval) proberen de coalitie en de OPFOR zo veel mogelijk punten binnen te krijgen. Wanneer er een bepaald aantal punten door een team wordt behaald, heeft dat team gewonnen.

#### Objective Raid
In Objective Raid (doelsabotage) proberen de OPFOR-eenheden twee doelen te saboteren met geïmproviseerde explosieven (IEDs). De coalitie moet de doelen verdedigen en een bom ontmantelen als deze is geplaatst.

#### Sector Control
In Sector Control (sectorverovering) moeten de coalitie en OPFOR vechten om het bezit van drie doelen. Deze worden aangegeven met een vlag. Een ingenomen doel levert punten op. Hoe meer doelen je bezet houdt, hoe sneller je puntenaantal toeneemt. Als je een doel wil veroveren moet je er dichtbij staan en er moeten geen vijanden bij de vlag staan (dit zet de voortgang stil). Hoe meer vriendelijke troepen bij de vlag staan hoe sneller het doel wordt veroverd.

### Kaarten

#### Helmand Valley
Modes: Combat Mission
Verhaal: Python 1 moet de zuidelijke provincie van Helmand binnendringen om informatie te vergaren en wapenopslagplaatsen op te sporen. Diverse luchtafweer-eenheden in het gebied zijn niet blij met al die coalitie-eenheden in het luchtruim, waardoor de situatie een tikje gecompliceerder wordt. De ervaren operators van Python 1 laten niets aan het toeval over, wetende dat het gebied wemelt van de OPFOR-strijders. Als ze beginnen en de rivier afzakken, detecteren ze snelle bewegingen in het verafgelegen struikgewas. De coalitie-eenheden moeten zich door de vallei heen vechten en diverse OPFOR-bolwerken en –bunkers uitschakelen. Als laatste schakelen ze de luchtondersteuning van een formatie F18-Hornets in die met een dodelijk bommentapijt het doelwit uitschakelt.

#### Mazar-I-Sharif Airfield
Modes: Combat Mission
Verhaal: Coalitie-eenheden bereiden een aanval voor op het noordelijk gelegen vliegveld Mazar-i-Sharif. OPFOR-eenheden hebben een sterke verdedigingslijn opgebouwd met wrakken van Russische tanks en vliegtuigen. INTEL heeft aanwijzingen opgeleverd dat er, ergens bij de landingsbaan, een High Value Target verborgen is. Chirurgische precisie bij de aanval is dan ook cruciaal. Python 1 bereidt zich voor op deze actie.
Coalitie-eenheden moeten eerst toegang krijgen tot het vliegveld door een barricade te vernietigen. Daarna moeten ze zich door hangars en wrakken heen vechten voordat ze de verkeerstoren aan het eind van de landingsbaan kunnen bereiken. Op allerlei plaatsen zitten OPFOR-sluipschutters verborgen die de aanvallers opwachten.

#### Shahikot Mountains
Modes: Combat Mission
Een Chinook-helikopter is ergens in het Shahikhot-gebergte neergestort. Deze besneeuwde bergtoppen, de Plaats van de Koning genoemd (in lokale spreektaal), staan al eeuwen bekend als rebellen-nesten. Python 1 moet dit onheilspellende gebied doorzoeken en kijken of er overlevenden zijn. Bij het verlaten van hun helikopter horen ze direct het gekraak van een sluipschuttersgeweer van ergens op de steile bergwand.
Een sterke OPFOR-macht houdt de coalitie-eenheden in toom. Ze moeten hun weg omhoog vechten door het gebergte, langs munitievoorraden en mortiergeschut om het vijandelijke luchtafweergeschut tot zwijgen brengen zodat evacuatie uit het gebied mogelijk wordt.

#### Diwagal Camp
Modes: Team Assault, Objective Raid, Sector Control
Verhaal: Het onherbergzame gebied met zijn complexe grottenstelsels van de provincie Kunar is het broeinest van OPFOR-activiteit. In het zuiden van de Diwagal-vallei, dicht bij een kleine nederzetting van modderhutten, is een OPFOR-basis ontdekt. Coalitie-eenheden moeten het gebied schoonvegen en een zware strijd aangaan met rebellen.

#### Garmzir Town
Modes: Team Assault, Objective Raid, Sector Control
Verhaal: Door het dorpje Garmzir, in het zuiden van Afghanistan, loopt een kanaal van waaruit het gebied wordt geïrrigeerd met water uit de Helmand-rivier. Dit centrum wordt een inferno als Special Forces van de coalitie het dorp binnendringen om de rebellen te vernietigen.

#### Kabul City Ruins
Modes: Team Assault, Objective Raid, Sector Control
Verhaal: Uit de overblijfselen van de eeuwenoude stad Kabul stijgen rookkolommen op. In een van de buitenwijken proberen coalitie-soldaten het gebied vrij te maken van OPFOR-activiteiten. Strijders aan beide kanten sluipen door de puinhopen en brandende autowrakken. Sluipschutters op de daken schieten op iedereen die zich durft te vertonen.

#### Kandahar Marketplace
Modes: Team Assault, Objective Raid, Sector Control
Verhaal: Kandahar, in het zuiden, is een van de aller-oudste menselijke nederzettingen. Het eens zo levendige handelscentrum is nu verscheurd door eeuwen van strijd. Een marktplaats in een van de noordelijke delen van de stad wordt het strijdtoneel tussen coalitie-soldaten en rebellen. Het is een gevecht op leven en dood met nauwe straatjes en marktkraampjes.

#### Kunar Base
Modes: Team Assault, Objective Raid, Sector Control
Verhaal: De sector die bekendstaat als N2KL langs de grens tussen Afghanistan en Pakistan is een haard van gewelddadige activiteiten. Een vooruitgeschoven coalitie-basis komt onder vuur te liggen bij een agressieve aanval door OPFOR-eenheden. De heuveltop in de verte wordt langzaam in rook gehuld door niet aflatende artillerievuur, terwijl soldaten beschutting zoeken in de doolhof van loopgraven.

### Wapens
Om wapens te verkrijgen moet een bepaald niveau worden bereikt. Niveaus worden vrijgespeeld met punten die je verkrijgt als je iemand dood, een bom plant, een sector controleert etc..
| Klasse          | Basis | Verkrijgen | Verkrijgen |
| --------------- | ----- | ---------- | ---------- |
| Wapens Coalitie |       |            |            |
| Rifleman        | M16A4 | M249       | F2000      |
| Sniper          | M21   | M24        | G3A4       |
| Special Ops     | M4A1  | 870MCS     | P90 PDW    |
| Wapens Opfor    |       |            |            |
| Rifleman        | AK-47 | PKM        | F2000      |
| Sniper          | SVD   | SV-98      | G3A4       |
| Special Ops     | AK-74 | TOZ-194    | P90 PDW    |

| Niveau | Niveau scorereeks | Aanvallend          | Defensief         | Defensieve bonuspunten |
| ------ | ----------------- | ------------------- | ----------------- | ---------------------- |
| 1      | 50                | Mortieraanval       | Radar via een UAV | 30                     |
| 2      | 100               | Raketaanval         | Munitie I         | 40                     |
| 3      | 175               | Raket (bestuurbaar) | Pantser I         | 40                     |
| 4      | 250               | Artillerie          | Munitie II        | 50                     |
| 5      | 350               | Opzij rennen        | Stoorzender       | 50                     |
| 6      | 450               | Luchtaanval         | Munitie III       | 60                     |
| 7      | 600               | Kruisraket          | Pantser II        | 100                    |

### Scorechain
Je behaalt punten door andere spelers neer te schieten of speciale acties uit te voeren zoals een bom ontmantelen. Je scorereeks wordt gestart wanneer je begint met punten verdienen. Scorereeksen worden bijgewerkt wanneer je leeft, maar geannuleerd zodra je sterft. Op bepaalde momenten krijgen spelers “Support Actions” (ondersteuningsacties) toegewezen, zie tabel.
Ondersteuningsacties zijn extra militaire hulpmiddelen waarmee je de vijand kunt bestrijden, zoals artillerie of verbeterde munitie. Als je doodgaat terwijl je nog beschikt over een ongebruikte ondersteuningsactie, kun je deze gebruiken als je weer tot leven komt. Als je een andere ondersteuningsactie wilt verdienen, moet je je scorereeks opnieuw opbouwen tot het vereiste niveau.

## Bonuscontent
Op de disc van de PlayStation 3 zit, als bonuscontent, Medal of Honor: Frontline. Deze kan worden geïnstalleerd via het menu van de PlayStation 3. Alle eigenaren van een exemplaar op PC hebben recht op het gratis DLC pack Clean Sweap, deze is ook beschikbaar voor eigenaren van een PS3 en/of Xbox 360 exemplaar indien ze de een geldige online pass hebben.